# سباق التسلح بالذكاء الاصطناعي

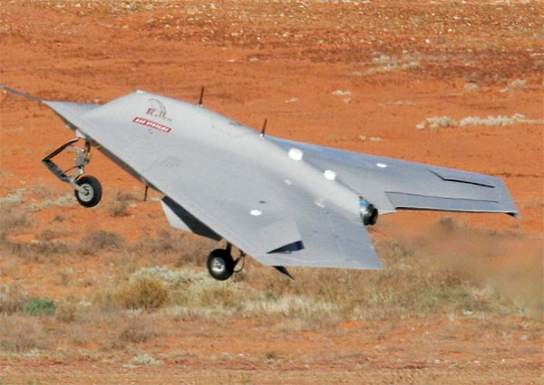
طياره صغيره للقتال بدون طيار

سباق التسلح بالذكاء الاصطناعي هو مسابقة بين دولتين، أو أكثر على امتلاك قوى عسكرية مُجهّزة بأفضل تقنيات الذكاء الاصطناعي، منذ منتصف العقد الأول من القرن الحادي والعشرين، ناقش العديد من المحللين بأنه بدء بالفعل سباق تسلّح عالمي لامتلاك أفضل ذكاء اصطناعي.

## مواقف تجاه الذكاء الاصطناعي العسكري

### روسيا
صرّح الجنرال الروسي فيكتور بوندارف، القائد الأعلى للقوات الجوية الروسية، بأن روسيا تعمل منذ بداية فبراير لعام 2017 على صواريخ موجّهة بالذكاء الاصطناعي تستطيع أن تأخذ القرار بتغيير الأهداف أثناء تحليقها. ازدادت التقارير عن الاستخدامات العسكرية المحتملة للذكاء الاصطناعي في الإعلام الروسي الممول حكوميًا في منتصف عام 2017. في مايو 2017 صرّح المدير التنفيذي لمجموعة كرونستاد الروسية، وهي مقاول دفاعي، بأنه «يوجد بالفعل أنظمة تشغيل ذكاء اصطناعي ذاتية التحكم بالكامل تمكّن مجموعة من الطائرات بدون طيار أن تنهي مهماتها بشكل ذاتي التحكم، وتشارك المهام بين بعضها البعض، وتتفاعل فيما بينها»، ومن المحتم أنه في المستقبل ستطير «أسراب من الطائرات بدون طيار» فوق مناطق القتال. اختبرت روسيا العديد من أنظمة القتال ذاتية التحكم وشبه ذاتية التحكم مثل النموذج القتالي  «الشبكة العصبية» لشركة كلاشينكوف، والمكون من مدفع رشاش، وكاميرا، وذكاء صنعي يدعي صانعوه بأنه يستطيع أن يتخذ قرارات التصويب الخاصة به دون أي تدخّل بشري. في سبتمبر 2017 صرّح الرئيس الروسي فلاديمير بوتين خلال خطاب يوم المعرفة الوطني أمام أكثر من مليون طالب في 16 ألف مدرسة روسية بأن الذكاء الاصطناعي هو المستقبل، ليس فقط بالنسبة لروسيا، بل للعالم بأسره أيضًا، ومن سيكون رائدًا في هذا المجال سيصبح حاكم هذا العالم.
رفضت الحكومة الروسية بشدة أي حظر على أنظمة الأسلحة الفتاكة ذاتية التحكم، وأشارت إلى أن حظرًا كهذا قد يتم تجاهله.

### الصين
بحسب تقرير صدر في فبراير 2019 من قبل غريغوري سي ألين من مركز الأمن الأمريكي الجديد، «تعتقد القيادة الصينية -بما في ذلك الرئيس شي جين بينغ- أن تفوّقها في مجال تكنولوجيا الذكاء الاصطناعى أمر حاسم في مستقبل التنافس العالمي على القوة العسكرية والاقتصادية» وصرّح مسؤولون عسكريون صينيون إن هدفهم هو دمج تقنية الذكاء الاصطناعي التجاري من أجل تضييق الفجوة بين الجيش الصيني والقوى المتقدمة العالمية، وأدّت العلاقات الوثيقة بين وادي السيليكون والصين، وطبيعة مجتمع الأبحاث الأمريكي المنفتح إلى جعل تقنيات الذكاء الاصطناعي الأكثر تقدّمًا متاحة بسهولة أمام الصين، وأضافت الصناعة الصينية العديد من الإنجازات في مجال الذكاء الصنعي، مثل شركة بايدو التي اجتازت أحد الاختبارات المعروفة في القدرة على التعرف على الكلام باللغة الصينية في عام 2015. بدءًا من عام 2017 تهدف خطة بكين إلى إنشاء صناعة بقيمة 150 مليار دولار بحلول عام 2030. قبل عام 2013، كانت العقود الدفاعية الصينية محصورة بعدد من مجمعات الشركات الضخمة، ولكن منذ 2017 توكل الصين عقود تكنولوجيات ناشئة حساسة، مثل الطائرات بدون طيار والذكاء الاصطناعي، إلى شركات خاصة ناشئة. تعهدت إحدى الولايات الصينية باستثمار 5 مليارات دولار في الذكاء الصنعي، والتزمت بكين بمليارَي دولار لإنشاء حديقة لتطوير مجال الذكاء الصنعي. ذكرت جابان تايمز في عام 2018 بأن الاستثمارات الصينية السنوية في مجال الذكاء الاصطناعي أقل من 7 مليارات دولار في السنة، وفي عام 2017 تلقت الشركات الناشئة الصينية نصف التمويل العالمي للشركات الناشئة في مجال الذكاء الاصطناعي؛ ويملك الصينيون براءات اختراع في هذا المجال أكثر بخمسة أضعاف مما يملكه الأمريكيون.
نشرت الصين ورقة في عام 2016 تشكّك فيها بكفاية القانون الدولي الحالي في التعامل مع احتمال وجود أسلحة ذاتية التحكم بالكامل، لتصبح أول عضو دائم في مجلس الأمن الدولي يطرح هذه القضية، وفي عام 2018 دعا شي إلى تعاون دولي أكبر في مجال الأبحاث الأساسية في الذكاء الصنعي، وأبدى المسؤولون الصينيون قلقهم أن تسبب تقنيات ذكاء صنعي مثل الطائرات بدون طيار حربًا عرضية، خاصة في ظل غياب المعايير الدولية. وفي عام 2019 انتقد وزير الدفاع الأمريكي مارك إسبر الصين لبيعها طائرات دون طيار قادرة على القتل دون إشراف بشري.

### الولايات المتحدة
في عام 2014 طرح وزير الدفاع السابق تشاك هاجيل ما يُعرَف بـ إستراتيجية التغيّر الثالثة، التي تقترح بأن التقدم السريع في مجال الذكاء الاصطناعي هو الذي سيحدد الجيل القادم من الحرب، وفقًا لشركة علوم البيانات والتحليل غوفيني زادت وزارة الدفاع الأمريكية من استثماراتها في مجال الذكاء الصنعي، والبيانات الضخمة، والحوسبة السحابية من 5.6 مليار دولار في عام 2011 إلى 7.4 مليار دولار في عام 2016، ومع ذلك لم تشهد ميزانية مؤسسة العلم القومية في مجال الذكاء الاصطناعي أي زيادة في عام 2017.
تملك الولايات المتحدة العديد من برامج الذكاء الاصطناعي الحربية العسكرية، مثل السفينة الحربية سي هانتر ذاتية التحكم، التي صُمّمت للعمل لفترات طويلة في البحر دون وجود أي من أفراد الطاقم عليها، حتى أنها قادرة على توجيه نفسها إلى داخل وخارج الميناء. اعتبارًا من عام 2017 اشترط أمر مؤقت من وزارة الدفاع في الولايات المتحدة الإبقاءَ على مُشغّل بشري عندما يتعلق الأمر بالقتل باستخدام أنظمة الأسلحة ذاتية التحكمة. ذكرت جابان تايمز عام 2018 أن حجم الاستثمار الخاص في المجال في الولايات المتحدة يبلغ نحو 70 مليار دولار سنويًا

### المملكة المتحدة
في عام 2015 عارضت حكومة المملكة المتحدة فرض حظر على الأسلحة الفتاكة ذاتية التحكم، مُصرّحة أن «القانون الإنساني الدولي الموجود حاليًا كافٍ بالنسبة لهذا المجال»، ولكن جميع الأسلحة التي تستخدمها القوات المسلحة البريطانية ستكون «تحت إشراف الإنسان، وسيطرته».

### إسرائيل
صُمّمت طائرة هابري بدون طيار المضادة للرادار «اضرب وانس» في إسرائيل لتُطلقها القوات البرية، وتطير ذاتيًا فوق منطقة معينة، لتجد وتدمر الرادارات التي تطابق معايير مُحدّدة مُسبقًا.

### كوريا الجنوبية
كُشف النقاب عن المدفع الرشاش الكوري الجنوبي سوبر إيجس 2 في عام 2010، ويُستخدَم في كل من كوريا الجنوبية والشرق الأوسط، ويمكنه تحديد، وتتبع، وتدمير هدف متحرك ضمن مدىً يبلغ 4 كم. بالرغم من أنه يمكن لهذه التكنولوجيا نظريًا أن تعمل دون تدخل بشري، لكن عمليًا تُوضع ضمانات أمان تتطلّب تشغيلًا يدويًا. بحسب مُصنّع كوري جنوبي «إن أسلحتنا لا تنام كما ينام البشر. هي تستطيع الرؤية في الظلام بعكس البشر، إن تقنيّاتنا تسد الفجوات في القدرات البشرية، ونريد الوصول إلى اليوم الذي ستستطيع برامجنا فيه تمييز فيما إذا كان الهدف صديقًا، أم عدوًا، مدنيًا، أم عسكريًا.»